# Cheval du Yunnan
Ne doit pas être confondu avec Poney du Yunnan.
Espèce
Le cheval du Yunnan, Equus yunnanensis, est un cheval maintenant éteint qui vivait à l'époque du Pléistocène dans l'Est de l'Asie,,, très probablement en broutant sur les espaces de prairie ouverts. Ce petit cheval est comparable par la taille au cheval de Przewalski moderne.
Il est décrit pour la première fois par Edwin H. Colbert à partir de dents fossiles découvertes par Walter W. Granger dans la vallée de Ma Kai dans le nord du Yunnan, dix miles au sud de la ville de Ma kai dans le Xian de Guangnan, pendant l'expédition en Asie centrale organisée par l'American Museum of Natural History durant l'hiver 1926–1927. Les chevaux du Yunnan représentent  les fossiles les plus nombreux pour un seul type d'animal parmi les dépôts de la vallée de Ma Kai.
Edwin H. Colbert pense qu'il est presque identique à un Equus recueilli par Teilhard de Chardin dans les sédiments de la Haute Irrawaddy en Birmanie: « En effet, à en juger par les éléments de preuve à la main, ces deux représentations du genre, une en Birmanie et une dans le Yunnan semblent être cospécifiques ».